# سیدورکین (استان بلگورود)
سیدورکین (انگلیسی: Sidorkin, Belgorod Oblast) یک شهرک در بخش آلکسیفسکی استان بلگورود کشور روسیه است.